# Mandukya karika
 (octobre 2024).
La Kārikā ou Māṇḍūkyakārikā ou encore Āgamaśāstra, attribuée à Gauḍapāda et datée du VIe siècle environ, est le plus ancien commentaire de la Māṇḍūkya Upaniṣad, une upanishad importante et déjà typique de l'Advaita Vedānta. La Kārikā  préfigure les grands commentaires qui seront développées par Ādi Śaṅkara.

## Structure du texte
Une kârikâ est un « résumé de doctrine, strophe mnémotechnique condensant efficacement un enseignement philosophique ou linguistique »
Le commentaire se compose de quatre kārikā (en) :
1. Āgama Prakarana
2. Vaitathya Prakaraṇa
3. Advaita Prakaraṇa
4. Alatasanti Prakaraṇa.

### Karika I: Āgama
C'est une paraphrase de la Mandukya Upanishad. Gaudapada introduit une touche personnelle lorsqu'il énumère les différentes causes ou origines de la création déjà connues à son époque : l'espace (en expansion), le temps, le désir (du Seigneur), la félicité (ananda), le jeu (lila cosmique). Il cite au passage l'illusion du rêve. C'est ce thème qui va être repris et développé dans le Karika II.

### Karika II: Vaitathya
« Le mensonge (non-vérité) ».
À partir de là, Gaudapada, tout en s'appuyant sur le thème général de l'Upanishad (les quatre états de la conscience), développe ses propres thèses. Il compare l'état de rêve et l'état de veille. Il admet que le rêve est une représentation interne saisie par l'esprit et l'état de veille une représentation externe saisie par le même esprit. Mais, bien que l'un soit saisi comme irréel (le rêve) et l'autre comme réel (la veille), les deux sont illusoires (1à11).
Gaudapada pose ensuite la certitude fondamentale du Vedānta : le Soi (atman) est le seul connaissant des phénomènes (12). C'est lui qui modifie et limite les différents états de conscience. C'est « lui-même qui se représente comme extérieur à la conscience (13) ». (Il est donc à la fois le champ et le connaisseur du champ, l'objet et le sujet). Ce qui est intérieur est involué, ce qui est extérieur est manifesté. Mais tout est imaginé. « La différence est dans l'organe des sens (15) ».
Vient ensuite la métaphore de la corde qui « imprécise dans les ténèbres, est prise pour un serpent...(17) » Cette métaphore, qui deviendra par la suite un cliché de l'advaïta, sera reprise par Shankara qui en fera la base de sa doctrine de la surimposition. Pour filer la comparaison, la corde figure l'ātman et le serpent ce qui « est imaginé autre qu'il n'est (17) », l'ātman imaginé en tant qu'objet des sens, etc. Pour que l'illusion cesse, il suffit de reconnaître la corde, alors « la fausse idée » (le serpent) disparaît. Il en va de même pour ce qui est de l'ātman qui "« doit être réalisé comme non-dualité (18) ».

#### Traductions
- (en) + (sa) Vidhushekhara Bhattacharya (Ed., trans., and annotated by V. B.), The Āgamaśāstra of Gauḍapāda, Delhi, Motilal Banarsidass Publ., 1989, cxlvi + 308 p.  (ISBN 978-8-120-80652-8)
- Pierre Feuga (trad. du sanskrit et commenté par P. F.), Māṇḍūkya-Upaniṣad et Kārikā de Gauḍapāda, Paris, Accarias L'Originel, 2004, 253 p. (ISBN 978-2863-16106-7)

#### Études
- Christian Bouy, « LA MĀṆḌŪKYA-UPANIṢAD ET L'ĀGAMAŚĀSTRA: Concordances externes et citations », Wiener Zeitschrift für die Kunde Südasiens, vol. 41,‎ 1997, p. 119–158 (ISSN 0084-0084, lire en ligne )